# Max Havelaar
Max Havelaar ovvero Le aste del caffè della Società di Commercio olandese (titolo originale in olandese Max Havelaar, of de koffij-veilingen der Nederlandsche Handel-Maatschappij) è un romanzo di Multatuli (pseudonimo di Eduard Douwes Dekker) del 1860, importante culturalmente e socialmente perché determinò una trasformazione della politica coloniale olandese nelle Indie orientali olandesi nel XIX e XX secolo. Il protagonista del romanzo, Max Havelaar, cerca di lottare contro un sistema di governo corrotto a Giava, che a quel tempo era una colonia olandese.

## Contesto
Dopo il fallimento della VOC, il governo coloniale delle Indie olandesi (l'attuale Indonesia) era passato dalla Compagnia olandese delle Indie orientali (VOC) al governo olandese. Per aumentare le entrate, il governo coloniale olandese attuò una serie di politiche dette cultuurstelsel (sistema di coltivazione), che imponevano agli agricoltori indonesiani di riservare una quota di terre a coltivazioni commerciali, cioè merci da esportazioni come tè e caffè, invece di coltivare prodotti di consumo come il riso. Contemporaneamente, il governo coloniale introdusse anche un sistema di riscossione delle tasse in cui gli agenti di riscossione erano pagati a commissione. La combinazione di queste due strategie causò un largo abuso di potere coloniale, specialmente nelle isole di Giava e Sumatra. Le conseguenze furono una situazione di estrema miseria e fame tra gli agricoltori.
Queste politiche erano effettivamente messe in pratica da una compagnia concessionaria delle piantagioni, strettamente legata allo stato, la Nederlandsche Handel-Maatschappij che figura nel titolo.
Multatuli scrisse Max Havelaar come protesta contro queste politiche coloniali. Nonostante lo stile di scrittura asciutto, il romanzo fece capire agli europei che vivevano in Europa che la loro ricchezza era il risultato della sofferenza di altre persone in altre parti del mondo. Alla fine questa consapevolezza determinò l'introduzione di una nuova "politica etica" (Ethische politiek) con cui il governo olandese cercò di "ripagare" il proprio debito con i sudditi coloniali assicurando l'istruzione ad alcune classi di indigeni, in genere ai membri dell'élite leale verso il governo coloniale.
Il romanziere indonesiano Pramoedya Ananta Toer affermò che, dando inizio a queste riforme dell'istruzione, Max Havelaar fu responsabile del movimento che fece finire il colonialismo olandese in Indonesia dopo il 1945 e che il romanzo fu strumentale all'inizio della decolonizzazione in Africa e in altri posti nel mondo. Così, secondo Pramoedya, Max Havelaar è "il libro che uccise il colonialismo".
Nell'ultimo capitolo l'autore annuncia che tradurrà il libro "nelle lingue che conosco e nelle molte lingue che posso imparare". Infatti Max Havelaar è stato tradotto in trentaquattro lingue (la prima traduzione fu quella in inglese nel 1868). In Indonesia il romanzo fu citato come fonte d'ispirazione da Sukarno e altri leader nazionalisti, tra i quali il discendente euroasiatico di Multatuli, Ernest Douwes Dekker, che aveva letto il romanzo in versione originale. Il libro fu tradotto in indonesiano nel 1972.
Nel 1976 dal romanzo è stato tratto un film, diretto dal regista olandese Fons Rademakers, una co-produzione olandese-indonesiana. Il film è uscito in Indonesia solo nel 1987.

## Struttura del romanzo
Il romanzo è composto da 4 parti (A, B, C e D).
- parte A
La storia di Max Havelaar, un amministratore coloniale olandese, è raccontata da Batavus Droogstoppel il prototipo di uomo gretto, avido, senza fantasia e pieno di sé. Droogstoppel incontra dopo molti anni un ex compagno di scuola, Sjaalman (un alter ego di Multatuli), che gli chiede di pubblicare un manoscritto. Droogstoppel affida il compito al praticante tedesco Ernest Stern.
- parte B
È il racconto del manoscritto redatto da Stern. Il racconto segue a grandi linee le avventure professionali di Max Havelaar (alter ego di Multatuli) come assistente-residente nelle Indie Olandesi.
- parte C
Nella parte C viene raccontata la storia di Saïdjah e Adinda. Si tratta delle avventure di un giavanese oppresso. Questo racconto è un duro attacco allo sfruttamento dei giavanesi, la denuncia della disperazione di un popolo e dell'indifferenza delle autorità. Dekker paragona il racconto a La capanna dello zio Tom: un romanzo basato sull'esperienza di persone oppresse, che fece molta più impressione di una descrizione vera, ma arida, dell'oppressione.
- parte D
In questa parte scrive Eduard Douwes Dekker stesso, con lo pseudonimo di Multatuli: ringrazia Stern amichevolmente per il suo scritto, attacca Droogstoppel (che chiama «miserabile prodotto di oscena avidità e blasfema ipocrisia») e gli ordina di scomparire. Segue un attacco contro la corruzione descritta nel romanzo. Alla fine Multatuli scrive al capo dello stato, il re Guglielmo III dei Paesi Bassi, chiedendogli di intervenire. Questa parte è composta da più sezioni in cui Havelaar racconta le sue esperienze, in particolare a Sumatra. Havelaar racconta anche la parabola della pietra giapponese, originariamente scritta da Wolter Robert van Hoëvell (1812-1879). La pietra non vuole rimanere nella sua condizione modesta e si sottopone a un cambio d'identità. Si trasforma in pioggia e in roccia - "ma non era contenta". Alla fine torna alla sua antica condizione. È un racconto con una morale da cui il lettore può trarre una lezione: l'ambizione rende infelici, accontentarsi è meglio che desiderare.

## Il nome Max Havelaar
Il nome Max Havelaar è stato scelto nel 1988 da Frans van der Hoff e Nico Hozen per il nome dell'etichettatura dei prodotti equi e solidali curata dall'organizzazione da loro fondata Fairtrade Labelling Organization, per attribuire la garanzia di Prodotto equo e solidale.